# Toby Whithouse
Toby Whithouse (/ˈwɪθaʊs/) é um ator, comediante e roteirista inglês. Seu trabalho mais conhecido é a série de televisão sobrenatural da BBC Three Being Human. Ele também criou a série de drama do Channel 4 No Angels (2004-06), e escreveu para os programas da BBC One Hotel Babylon e Doctor Who.

## Roteiros para televisão
| Produção           | Notas | Canal     |
| ------------------ | --- | --------- |
| Where the Heart Is | - 1 episódio | ITV       |
| Hotel Babylon      | - "Temporada 1, Episódio 5" (2006) | BBC One   |
| Doctor Who         | - "School Reunion" (2006) - "The Vampires of Venice" (2010) - "The God Complex" (2011) - "A Town Called Mercy" (2012) - "Under the Lake" / "Before the Flood" (2015) - "The Lie of the Land" (2017) | BBC One   |
| Torchwood          | - Episódio: "Greeks Bearing Gifts" (2006) | BBC Three |
| Being Human        | - 17 episódios (2008 - 2013) | BBC Three |
| The Game           | - Vários episódios (2014) | BBC Two   |